# Javier Jiménez Moreno
Javier Jiménez Moreno, Javi Jiménez (Quesada, Jaén, Andalusia, 11 de gener de 1996) és un futbolista professional andalús que juga com a lateral esquerre per la UE Eivissa.
Anteriorment ha jugat entre altres al Màlaga CF i al Club Gimnàstic de Tarragona.